# Veliki vodomec
Veliki vodomec (znanstveno ime Alcedo hercules) je vrsta ptičev iz družine vodomcev, razširjena v nižavjih južnega dela Vzhodne Azije.

## Telesne značilnosti
Z 22 do 23 cm telesne dolžine je največji predstavnik svojega rodu. Osebki imajo črno operjenost glave z živomodrimi konicami peres, rumenkasto belo liso okoli vratu in pod kljunom ter rdečerjave prsi in trebuh. Kljun je pri samcih v celoti črn, pri samicah pa ima spodnja čeljustnica temnordečo bazo. Podobno kot pri drugih vodomcih so noge rdeče, hrbet pa svetlomoder, medtem ko je rep temnejše modre barve.

## Ekologija in razširjenost
Zadržuje se ob manjših vodotokih v zimzelenih gozdovih, goratih območjih in soteskah, občasno v bližini kmetijskih območij. Le izjemoma ga najdemo nad 1000 m nadmorske višine. Kot ostali vodomci lovi ribe in vodne žuželke s potapljanjem, pri čemer pa se za razliko od njih v vodo požene iz gostega rastja, ne z izpostavljenega sedišča.  Tudi sicer ga opisujejo kot plašnega ptiča.
Območje razširjenosti obsega skrajni jug Kitajske, srednji in severni del Vietnama, Laos, Mjanmar in severozahod Tajske. V Butanu in severovzhodni Indiji je redek, iz Bangladeša in vzhoda Nepala pa so znana samo posamična opažanja. Gostota populacije ni velika in v vsem območju razširjenosti je pogost kvečjemu lokalno. Celotna številčnost še ni bila ocenjena, vendar je zaradi redkosti in izgube habitatov opredeljen kot potencialno ogrožena vrsta po kriterijih Svetovne zveze za varstvo narave.